# Amajlije
Amajlije (cyr. Амајлије) – wieś w Bośni i Hercegowinie, w Republice Serbskiej, w mieście Bijeljina. W 2013 roku liczyła 1112 mieszkańców.